# Список населённых пунктов Никольского района (Вологодская область)
С 2020 года в Никольском районе 217 населённых пунктов в составе 1 городского и 6 сельских поселений, в том числе 1 город, 190 деревень, 12 посёлков, 10 починков, 4 села.

## Аргуновское сельское поселение
- 19 234 804 001 деревня Аргуново
- 19 234 804 002 деревня Дьячково
- 19 234 804 003 деревня Ильинское
- 19 234 804 004 деревня Корепино
- 19 234 804 005 деревня Красная Звезда
- 19 234 804 008 деревня Леунино
- 19 234 804 009 деревня Мичково
- 19 234 804 010 деревня Никольское
- 19 234 804 011 деревня Павлово
- 19 234 804 012 деревня Пичуг
- 19 234 804 013 деревня Россохино
- 19 234 804 014 деревня Семенка
- 19 234 804 016 деревня Скоморошье
- 19 234 804 017 деревня Софроново
- 19 234 804 018 деревня Суборная
- 19 234 804 019 деревня Телянино
- 19 234 804 020 деревня Холшевиково
- 19 234 804 021 деревня Черная
- 19 234 804 022 деревня Чернцово

## Завражское сельское поселение
- 19 234 820 002 деревня Веселая Грива
- 19 234 820 003 деревня Высокая
- 19 234 820 004 посёлок Высокинский
- 19 234 820 005 деревня Дунилово
- 19 234 820 006 посёлок Дуниловский
- 19 234 820 007 деревня Ермаково
- 19 234 820 008 деревня Завариха
- 19 234 820 001 деревня Завражье
- 19 234 820 009 деревня Куревино
- 19 234 820 012 деревня Пеженьга
- 19 234 820 014 деревня Сорокино
- 19 234 820 015 деревня Старыгино
- 19 234 820 016 деревня Токовица
- 19 234 820 017 посёлок Чегодаевский

## Зеленцовское сельское поселение
- 19 234 824 002 деревня Березово
- 19 234 824 003 деревня Высокая
- 19 234 824 001 деревня Зеленцово
- 19 234 824 005 деревня Красавино
- 19 234 824 006 деревня Люльково
- 19 234 824 007 деревня Малиновка
- 19 234 824 008 деревня Рокуново
- 19 234 824 009 деревня Синицыно
- 19 234 824 010 деревня Слуда
- 19 234 824 011 деревня Сырково
- 19 234 824 012 деревня Чернушка
- 19 234 840 002 деревня Виноград
- 19 234 840 003 деревня Герасимово
- 19 234 840 004 деревня Каменка
- 19 234 840 005 деревня Качуг
- 19 234 840 006 деревня Красавино
- 19 234 840 007 деревня Лисицыно
- 19 234 840 001 деревня Милофаново
- 19 234 840 008 деревня Перебор
- 19 234 840 009 деревня Сенино
- 19 234 840 010 деревня Скочково
- 19 234 840 011 деревня Урицкое
- 19 234 840 012 посёлок Шарженга
- 19 234 840 013 деревня Шилово
- 19 234 840 014 деревня Широкая

## Кемское сельское поселение
- 19 234 816 001 посёлок Борок
- 19 234 816 003 село Верхняя Кема
- 19 234 816 004 деревня Верховино
- 19 234 816 005 деревня Веселый Пахарь
- 19 234 816 006 деревня Всемирская
- 19 234 816 007 деревня Демино
- 19 234 816 009 деревня Костенево
- 19 234 816 010 деревня Костылево
- 19 234 816 011 деревня Красавино
- 19 234 816 012 посёлок Лантюг
- 19 234 816 013 посёлок Макаровский
- 19 234 816 016 деревня Падерино
- 19 234 816 017 деревня Савино
- 19 234 816 018 деревня Серпово
- 19 234 816 019 деревня Старина
- 19 234 848 002 деревня Вороново
- 19 234 848 003 деревня Вострово
- 19 234 848 005 деревня Земцово
- 19 234 848 006 деревня Каино
- 19 234 848 007 деревня Княжево
- 19 234 848 001 село Никольское
- 19 234 848 008 деревня Путилово
- 19 234 848 009 деревня Ямская

## Краснополянское сельское поселение
Центром Краснополянского сельского поселения является город Никольск.
- 19 234 828 025 деревня Абатурово
- 19 234 828 002 деревня Аксентьево
- 19 234 828 003 деревня Большое Фомино
- 19 234 844 004 деревня Бутова Курья
- 19 234 828 004 деревня Верхний Рыстюг
- 19 234 828 005 деревня Гора
- 19 234 828 006 деревня Дор
- 19 234 828 007 деревня Животово
- 19 234 844 009 деревня Ивантец
- 19 234 828 008 деревня Ирданово
- 19 234 828 009 деревня Каменка
- 19 234 828 010 деревня Кожаево
- 19 234 828 011 деревня Козловка
- 19 234 828 012 деревня Коныгино
- 19 234 828 013 деревня Криводеево
- 19 234 828 014 деревня Кузнечиха
- 19 234 828 015 деревня Малое Фомино
- 19 234 828 016 деревня Мелентьево
- 19 234 828 017 деревня Мокрецово
- 19 234 828 018 деревня Нижний Рыстюг
- 19 234 828 019 деревня Носково
- 19 234 828 020 деревня Плаксино
- 19 234 828 021 деревня Родюкино
- 19 234 828 024 село Светлый Ключ
- 19 234 828 022 деревня Селиваново
- 19 234 828 023 деревня Соколово
- 19 234 860 002 деревня Баданки
- 19 234 860 003 деревня Березово
- 19 234 860 004 деревня Блудново
- 19 234 856 001 деревня Большое Сверчково
- 19 234 860 005 деревня Бродовица
- 19 234 860 007 починок Гороховский
- 19 234 860 008 деревня Дворище
- 19 234 860 011 деревня Калауз
- 19 234 860 012 деревня Куданга
- 19 234 860 013 посёлок Кудангский
- 19 234 860 014 деревня Липово
- 19 234 856 007 деревня Малое Сверчково
- 19 234 860 015 деревня Пахомово
- 19 234 860 001 деревня Пермас
- 19 234 856 009 починок Пермасский
- 19 234 860 017 деревня Сторожевая
- 19 234 860 018 деревня Шири
- 19 234 852 002 посёлок Левобережный
- 19 234 852 003 деревня Малиновка
- 19 234 852 001 деревня Осиново
- 19 234 852 004 деревня Погорелица
- 19 234 852 005 посёлок Подосиновец
- 19 234 852 006 деревня Рамешки
- 19 234 852 007 деревня Скочково
- 19 234 852 008 деревня Упиралово
- 19 234 852 009 деревня Шолково
- 19 234 864 002 деревня Белогарье
- 19 234 864 003 починок Елховецкий
- 19 234 864 011 деревня Карныш
- 19 234 864 005 деревня Кленовая
- 19 234 864 006 деревня Красное Зведение
- 19 234 864 007 посёлок Молодёжный
- 19 234 864 008 посёлок Нюненьга
- 19 234 864 009 деревня Пертюг
- 19 234 864 001 деревня Полежаево
- 19 234 864 010 деревня Половинка

## город Никольск
- 19 234 501 000 город Никольск

## Сельское поселение Никольское
Центром сельского поселения Никольского является город Никольск.
- 19 234 808 001 деревня Байдарово
- 19 234 832 002 деревня Беляевка
- 19 234 808 002 деревня Большой Двор
- 19 234 832 001 деревня Займище
- 19 234 808 003 деревня Захарово
- 19 234 808 004 деревня Ковырцево
- 19 234 832 003 деревня Кривяцкое
- 19 234 808 006 деревня Кудрино
- 19 234 832 004 деревня Кумбисер
- 19 234 808 007 село Лоха
- 19 234 832 005 деревня Малые Гари
- 19 234 808 008 деревня Петряево
- 19 234 808 009 деревня Россохино
- 19 234 808 010 деревня Солотново
- 19 234 808 011 деревня Старыгино
- 19 234 808 012 деревня Травино
- 19 234 832 007 деревня Филимоновы Гари
- 19 234 808 013 деревня Чушевино
- 19 234 808 014 деревня Шалашнево
- 19 234 812 002 деревня Большое Оксилово
- 19 234 812 001 деревня Вахнево
- 19 234 836 002 деревня Владимирово
- 19 234 812 003 деревня Есипово
- 19 234 812 004 деревня Захарово
- 19 234 836 001 деревня Зеленая Грива
- 19 234 812 005 деревня Каменное
- 19 234 836 004 деревня Колесов Лог
- 19 234 812 006 деревня Котельное
- 19 234 836 005 деревня Малиновка
- 19 234 812 007 деревня Малое Оксилово
- 19 234 836 006 деревня Орлово
- 19 234 836 007 деревня Осиновая Гарь
- 19 234 836 009 деревня Пантелеево
- 19 234 812 008 деревня Подгорье
- 19 234 836 010 деревня Половина
- 19 234 836 011 деревня Талица
- 19 234 812 009 деревня Турино
- 19 234 812 010 деревня Чернино
- 19 234 812 011 деревня Юшково
- 19 234 844 002 деревня Богдановка
- 19 234 844 003 деревня Бураково
- 19 234 844 006 деревня Горка-Кокуй
- 19 234 844 007 деревня Елховка
- 19 234 844 008 починок Еремкин
- 19 234 844 010 починок Каменный
- 19 234 844 012 деревня Кошелево
- 19 234 844 013 деревня Красавино
- 19 234 844 014 деревня Лашово
- 19 234 844 015 починок Левкин
- 19 234 844 016 деревня Марково
- 19 234 844 001 деревня Нигино
- 19 234 844 018 деревня Петрянино
- 19 234 844 019 деревня Прудишная
- 19 234 844 020 починок Пятаков
- 19 234 844 021 деревня Самылово
- 19 234 844 022 починок Филинский
- 19 234 868 002 деревня Вырыпаево
- 19 234 868 003 починок Гагарин
- 19 234 868 004 деревня Гужово
- 19 234 868 005 деревня Иваково
- 19 234 868 006 деревня Калинино
- 19 234 868 001 село Кипшеньга
- 19 234 868 007 деревня Ковригино
- 19 234 868 008 деревня Кузнецово
- 19 234 868 009 деревня Мякишево
- 19 234 868 010 деревня Нагавицино
- 19 234 868 011 деревня Подол
- 19 234 868 012 деревня Подольская
- 19 234 868 013 починок Степшинский
- 19 234 868 014 деревня Тарасово
- 19 234 868 015 деревня Теребаево
- 19 234 868 016 деревня Филиппово
- 19 234 868 017 деревня Челпаново